# Duplex (film)
Duplex is een zwarte komedie uit 2003 onder regie van Danny DeVito. Hoofdrollen zijn weggelegd voor Drew Barrymore en Ben Stiller.

## Verhaal
Schrijver Alex (Stiller) en journaliste Nancy (Barrymore) zijn een pasgetrouwd stel dat gaat samenwonen in een prachtig 19de-eeuws herenhuis in Brooklyn in New York. Hoewel ze de duplexwoning (een woning met 2 verdiepingen) maar net kunnen betalen, verzekert de makelaar dat het echt een koopje is, voor wat ze ervoor terugkrijgen. Ze krijgen er weliswaar een onderhuurder bij, die op de bovenverdieping inwoont, maar dat is een stokoud dametje, dus voor die paar jaar die ze vast nog te leven heeft, is dat wel te overzien.
Het stokoude dametje, mevrouw Connelly, blijkt echter al gauw een stuk minder lief dan gedacht. Ze laat het stel maar niet met rust, en lijkt er bewust alles aan te doen om het stel het bloed onder de nagels vandaan te halen. Door haar verliest Nancy zelfs haar baan en haalt Alex de contractuele einddatum voor zijn nieuwe boek niet. Alex en Nancy proberen met pijn in hun hart hun droomhuis terug te verkopen aan de makelaar, maar dat zou een financiële strop betekenen. Bankroet en radeloos zien Alex en Nancy nog maar een oplossing om zich uit de hopeloze situatie te redden: de bovenbuurvrouw vermoorden. Ze huren een huurmoordenaar in, maar zelfs die slaagt niet in zijn opdracht. Uiteindelijk geven ze op en verhuizen ze. Wanneer de makelaar hen na de sleuteloverdracht nog een laatste keer meeneemt naar boven, zodat ze van mevrouw Connelly afscheid kunnen nemen, constateert de makelaar dat het dametje in haar slaap overleden is.
Wanneer Alex en Nancy verdergaan met hun leven, en het huis inmiddels aan een nieuw stel verkocht is, blijkt de makelaar al die tijd onder één hoedje gespeeld te hebben met zijn moeder mevrouw Connelly, en de wijkagent. De hele schoorsteenmantel van mevrouw Connelly staat vol met schilderijlijstjes van alle stellen die de afgelopen jaren het huis voor veel geld gekocht hebben, en voor weinig hebben terugverkocht aan de makelaar. Maar mevrouw Connelly wil de volgende keer wel graag wat meer commissie, omdat ze tenslotte het meeste risico loopt. In de slotscène zien we dat Alex zijn ervaringen met het huis ten goede heeft gekeerd, door alles wat hem en Nancy overkomen zijn, in een nieuwe roman te verwerken.

## Rolverdeling
| Acteur           | Personage        |
| ---------------- | ---------------- |
| Drew Barrymore   | Nancy Kendricks  |
| Ben Stiller      | Alex Rose        |
| Eileen Essell    | Mrs. Connelly    |
| Justin Theroux   | Coop             |
| Harvey Fierstein | Kenneth          |
| Robert Wisdom    | Agent Dan        |
| Amber Valletta   | Celine           |
| James Remar      | Chick            |
| Swoosie Kurtz    | Jean             |
| Maya Rudolph     | Tara             |
| Michelle Krusiec | Dr. Kang         |
| Danny DeVito     | Verteller (stem) |